# Real Friends
Real Friends es una banda de rock estadounidense originario de Tinley Park, Illinois. Hasta la fecha, la banda ha lanzado seis EP y un álbum de estudio. La banda está actualmente con el sello discográfico Fearless Records.

## Historia

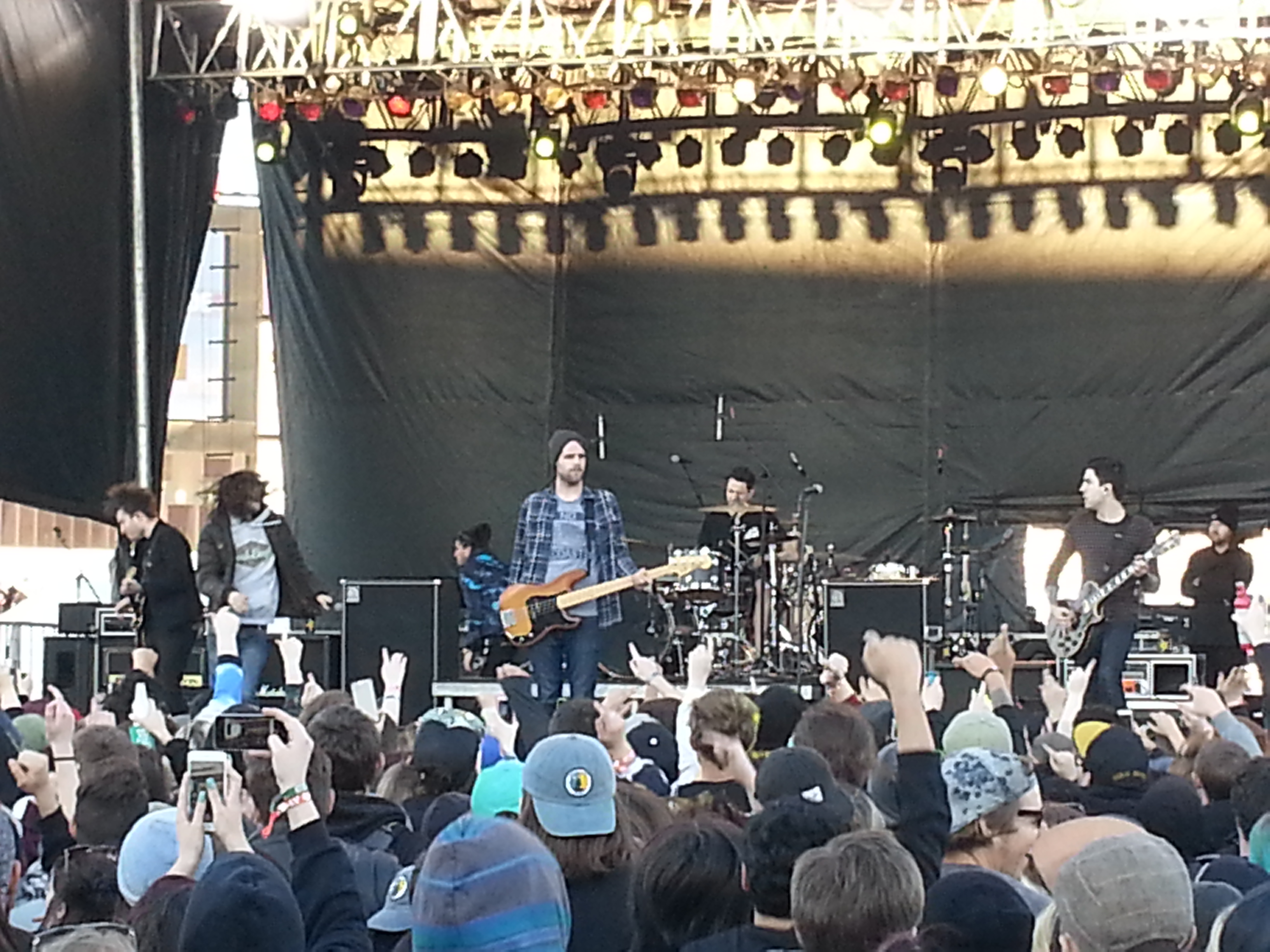
Real Friends en un show en 2016

### Formación y EP (2010-13)
En el otoño de 2010 el bajista Kyle Fasel "no estaba contento" con la música que estaba haciendo y quería empezar de nuevo. Fasel llama al guitarrista Dave Knox y la pareja pronto empezó a hablar de los objetivos que deseaban alcanzar. el vocalista Dan Lambton, que era amigo de Knox, recibió una llamada de Fasel, preguntándole si le gustaría unirse a él y a Knox. pronto se les unieron el batería Aaron Schuck. la banda grabó su primer EP, "This Is Honesty", en la primavera de 2011. Después del lanzamiento del EP, la banda comenzó a tocar shows en todo el Medio Oeste. El grupo pronto se dio cuenta de que "no se sentían bien tocando las canciones que actualmente tenían. Ellos tuvieron una reunión y llegaron a la conclusión de empezar de nuevo. Durante este período de cambio, Fasel y Knox estaban tocando en The Fastest Kid Alive. Poco después, Schuck fue sustituido por Brian Blake. Blake había enviado un correo electrónico a la banda después de enterarse de que necesitaban un batería.
Real Friends no tenía un segundo guitarrista permanente, a menudo sus amigos ocupaban ese lugar. Eric Haines pronto se unió como guitarrista adicional. Hasta que Haines se unido Fasel y Knox normalmente escribiría las canciones. Poco después del lanzamiento de Everyone That Dragged You Here EP, la popularidad de la banda aumento y el público en sus conciertos también aumentó. la banda lanzó más adelante el Put Yourself Back Together EP.

## Maybe This Place Is the Same and We're Just Changing (2013-15)
La banda firmó con Fearless Records en diciembre de 2013. La banda estaba inicialmente reacios a firmar con una discográfica, pero Fearless es "diferente Ellos hicieron sentirnos más como una familia". El grupo "todavía quería el control total de nuestra banda" mientras que Fearless nos ayudaría con la comercialización y distribución, de acuerdo con Fasel. la banda grabó su primer álbum en febrero con el productor Seth Henderson. la banda lanzó su álbum debut, Maybe This Place Is the Same and We're Just Changing el 22 de julio de 2014. el álbum vendió más de 10.300 copias, llegando al puesto número 24 en el Billboard 200. la banda tocó en el Vans Warped tour de 2014 presentando la publicación del álbum. More Acoustic Song EP fue lanzado para el Record Store Day en abril de 2015. Una de las pistas, una versión acústica de "Late Nights in My Car", cuenta con la participación de Kevin Jordan de This Wild Life.

## The Home Inside My Head (2015-17)
Fearless Records anunció que un nuevo álbum de Real Friends sería puesto en libertad en su sello en el año 2016, a través de un mensaje en su cuenta oficial de Twitter, que se hizo el 22 de diciembre de 2015. Antes del anuncio de Fearless, la banda había hecho varias referencias a la grabación de un nuevo disco a lo largo de 2015 en sus páginas de Facebook y Twitter. Real Friends terminó de grabar su segundo álbum de larga duración durante su gira, en febrero de 2016. Antes del anuncio del álbum, la banda comenzó a tocar una nueva canción titulada "Colder Quicker" durante sus presentaciones en vivo. El 1 de abril de 2016, la banda anunció el título de su nuevo álbum "The Home Inside My Head", junto con la fecha de lanzamiento del álbum, la cubierta del álbum y las pistas. Además, en el mismo día, la banda lanzó un vídeo musical para el primer sencillo de su próximo álbum, "Colder Quicker". El álbum está preparado para ser lanzado el 27 de mayo de 2016.

## Composure (2017-2020)
El 16 de noviembre del 2017, la banda público un single titulado "Get By". El 18 de junio del 2018, la banda anunciaría su nuevo álbum titulado "Composure", el cual se publicaría el 13 de julio del 2018. Fue precedido por un sencillo titulado "From the Outside", el cual fue acompañado por un video musical. 
La banda publicó también un EP titulado "Even More Acoustic Songs" con canciones como "Get By". Fue publicado como una edición limitada en vinilo de 7".
A inicios del 2020, la banda borró sus ultimas publicaciones en redes sociales, creando el rumor de una posible separación. Lambton negaría estos rumores. El 14 de febrero del 2020, la banda publico un estado manifestando la separación de Lambton. Estado acompañado por la nota: "This is not the end of Real Friends. We have simply turned the page to the next chapter." 

## Entrada de Cody Muraro y música nueva (2021)
Tras 16 meses de silencio por la partida de Lambton, Real Friends anunció la incorporación de Cody Muraro (ex Youth Fountain y Parting Ways) como nuevo vocalista. También anunciaron la firma con Pure Noise Records y el 21 de junio del 2021, publicaron dos canciones nuevas tituladas Nervous Wreck y Storyteller.

## Estilo e influencias
Real Friends ha sido descrito como pop punk y emo. Punknews dijo "Si American Football se fue del Pop-punk totalmente, Real Friends seria el resultado".  El vocalista Dan Lambton se ha descrito como una mezcla entre Kenny Vasoli de The Starting Line , Dan Campbell de The Wonder Years y AJ Perdomo de The Dangerous Summer. American Football, Brand New, Jimmy Eat World, The Starting Line, Saves the Day, y Taking Back Sunday han sido citado como influencias. 

## Proyectos paralelos
Lambton se unió con los miembros de Knuckle Puck, Joe Taylor y Ryan Rumchaks para formar Rationale. Con Rationale, Taylor toca el bajo y es vocalista, Rumchaks toca la batería, y Lambton esta en la guitarra y es vocalista.  "Hangnail" se puso a disposición para el 5 de diciembre de 2015, y su primer EP Confines cuatro días después.

## Discografía

### Álbumes de estudio
- Maybe This Place Is the Same and We're Just Changing (2014)
- The Home Inside My Head (2016)
- Composure (2018)

## Miembros

### Actuales
- Cody Muraro – Voz (2020–presente)
- Brian Blake – Batería (2011–presente)
- Kyle Fasel – bajo  (2010–presente)
- Dave Knox – guitarra (2010–presente)
- Eric Haines – guitarra (2011–presente)

### Antiguos
- Aaron Schuck – batería (2010–11)
- Dan Lambton – vocalista (2010–2020)